# Lujzinska cesta

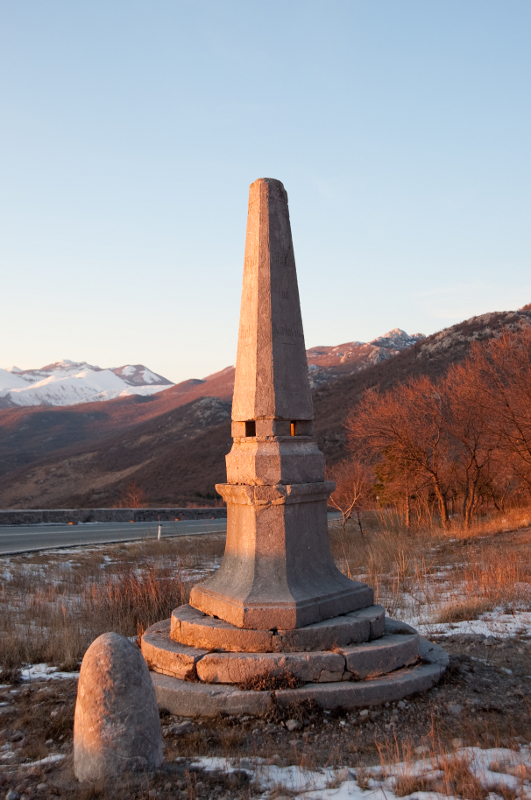
Jeden z milníků původní silnice.

Lujzinska cesta je silnice v západním Chorvatsku, vybudovaná v letech 1803 až 1812 z iniciativy několika šlechtických rodin (Lichtensteinů, Dietrichsteinů, Esterházyů, Harrachů, Batthyányů a dalších). Vznikla podle projektu inženýra Josefa Philippa Vukassoviche a postavena byla během francouzské nadvlády nad oblastí, během existence tzv. Ilyrských provincií. Pojmenována byla podle Napoleonovy druhé ženy, Marie Louise.
Silnice spojovala centrální Chorvatsko s přístavem Rijekou. Začínala ve městě Karlovaci a pokračovala přes grobničko polje a dále obce Kamenjak, Gornje Jelenje, Lokve, Delnice, Skrad, Stubica, Severin na Kupi, a Netretić. Její délka činila ve své době 18 rakouských mil (136 km) a jednalo se o jednu na počátek 19. století nejmodernějších silnic v regionu.